# Alcantara (Cebu)
Alcantara è una municipalità di quinta classe delle Filippine, situata nella Provincia di Cebu, nella Regione del Visayas Centrale.
Alcantara è formata da 9 baranggay:
- Cabadiangan
- Cabil-isan
- Candabong
- Lawaan
- Manga
- Palanas
- Poblacion
- Polo
- Salagmaya